# Puente de Sarandón
El puente de Sarandón es un puente que salva el río Ulla y une las parroquias de Sarandón (Vedra) y Riveira (La Estrada) y a su vez las provincias de Pontevedra y La Coruña en Galicia (España).
Se calcula que se levantó en el siglo XII y sufrió varias inundaciones que lo destruyeron casi en su totalidad. Estuvo cerca de cien años sin repararse y en 1929 se terminó de construir uno nuevo sobre los viejos pilares.

## Historia

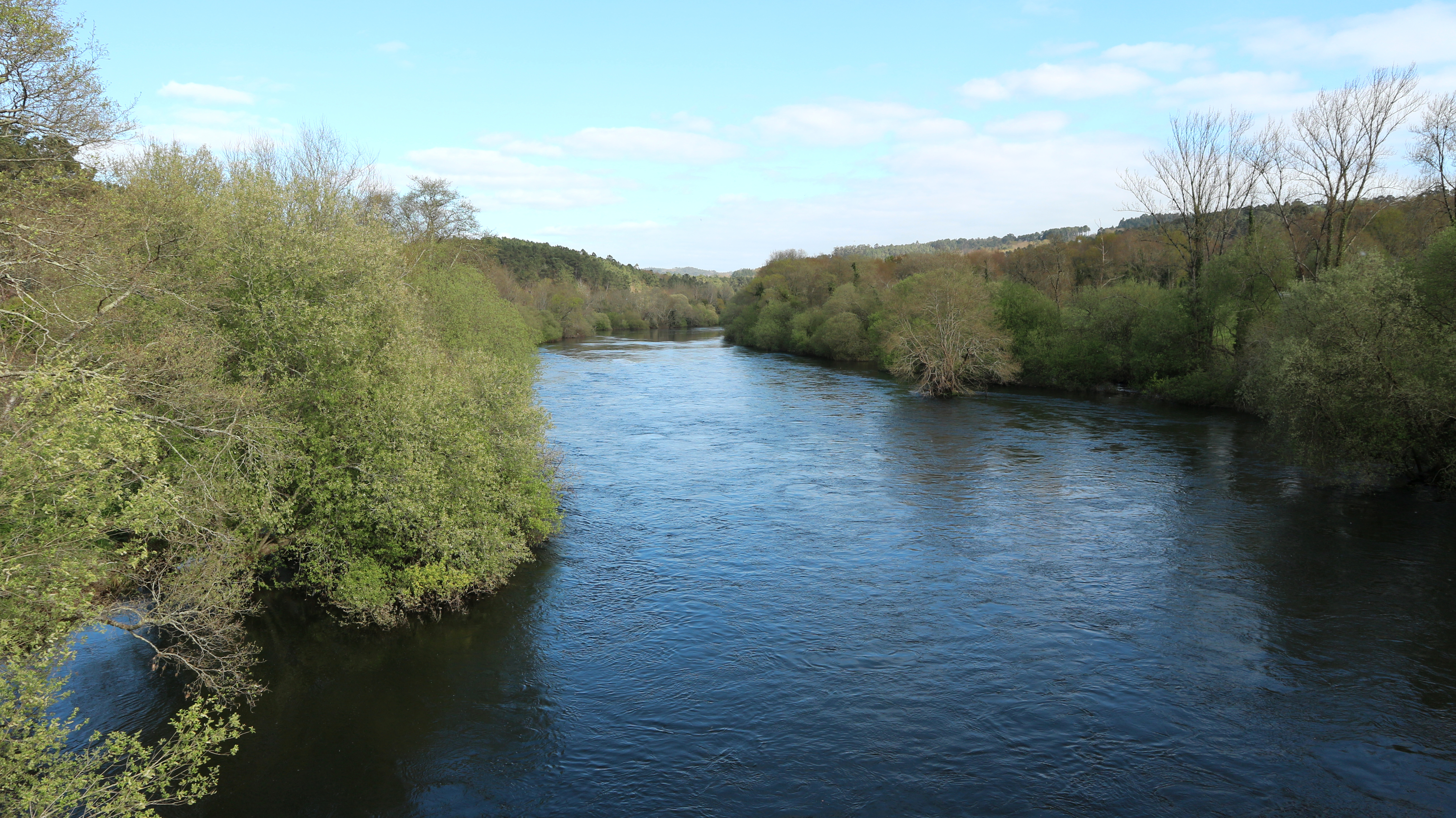
Vista del río Ulla desde el puente de Sarandón. A la izquierda orilla de La Coruña y a la derecha orilla de Pontevedra.

Se cree que en el año 1180 (siglo XII) ya existía un puente que contaba con seis arcos y una capilla dedicada a San Miguel. Varias inundaciones posteriores apenas dejaron rastros de los cimientos como las sucedidas en 1571 y 1708. En 1835 se construyó un puente nuevo sobre el río en la parroquia de Puente Ulla, varios kilómetros río arriba. El de Sarandón tardaría más de un siglo en levantarse de nuevo y durante este tiempo se emplearon barcas que permitieron el transporte de personas y mercancías. Estas barcazas, que eran arrendadas por períodos de cuatro a seis años, dieron lugar al nombre de «barca de Sarandón». En el Diccionario geográfico-estadístico-histórico de España y sus posesiones de Ultramar de Pascual Madoz publicado en 1849 ya se menciona este nombre:

[...] Los caminos vecinales y municipales, así como el que desde Santiago llega á la barca de Sarandón están mal cuidados: el correo se recibe de Santiago por baligero que lo conduce á Orense.
Diccionario geográfico-estadístico-histórico de España y sus posesiones de Ultramar, tomo XV, Madrid 1849.

No sería hasta 1913, concretamente el 20 de octubre, en el pleno municipal del ayuntamiento de La Estrada cuando se dejó constancia la necesidad de mejorar la comunicación entre ambas provincias.

[...] poniendo en comunicación a los hoy aislados habitantes de las mismas [...] las ruinas del llamado de Sarandón, que la acción del tiempo destruyó conservándose aún los cimientos
Extracto del acta del Pleno Municipal de La Estrada de 20 de octubre de 1913.

Esta situación se repite en los plenos de 1915 y en 1917 se acuerda «solicitar del Sr. Gobernador Civil la correspondiente declaración de utilidad pública, previa instrucción del expediente». El 22 de marzo de 1918 se aprueba finalmente en el pleno el proyecto para la reconstrucción y en 1921 el ingeniero Manuel Espárrago Fernández realiza un informe donde explicaba la situación del puente y su origen romano. Aclaraba además que se había sido destruido parcialmente durante el enfrentamiento de Pedro Madruga y el arzobispo de Santiago en el contexto de las guerras Irmandiñas y que a principios del siglo XIX se encontraba ya destruido.

[...] conservándose tan solo y en muy buen estado las soleras de las pilas y estribos y parte de la avenida del lado de la Coruña.
Extracto del informe de Manuel Espárrago, 1921.

En el informe se especifica que: «se construirá sobre los pilares que se conservan un puente nuevo de 8 tramos, de 10,80 metros cada uno, de hormigón armado, alcanzando una longitud total de 96 metros». Se realizaría además un firme nuevo de canto rodado machucado y se conectarían los caminos de ambos lados del río. El coste total de las obras ascendía a 106.208,84 pesetas financiado el 54% el Estado y el resto por el ayuntamiento de La Estrada. Se estableció un plazo inicial de dos años pero no se cumplieron y la obra no se ejecutó hasta finales de 1926 tras varias quejas a la Diputación Provincial. Las obras se iniciaron finalmente pero se alargaron hasta 1929 con cambios en el proyecto inicial incluidos.
Algunos vecinos llamaron la atención a los ingenieros que el puente era demasiado bajo ya que en épocas de lluvias el río crecía hasta el nivel de la plataforma. Aun así se continuó y cuando se inauguró hubo una inundación aunque sin ocasionar daños. Tal era la subida del río que una persona podía alcanzar el agua desde el puente con la punta de un paraguas.

## Mapas
|  |  |  |  |  |